# Base aerea di Al Jufra
La base aerea di Al Jufra è un aeroporto libico per l'aviazione libica o Al-Quwwat al-Jawwiyya al-Libiyya situata nel distretto di Giofra. (FAA: HL69).

## Storia
Nel 1930 era sede della 12ª Squadriglia Mista della Regia Aeronautica sui Caproni Caproni Ca.73 ed IMAM Ro.1 dell'Aviazione della Tripolitania.
Al 10 giugno 1940 era sede dell'Aviazione Sahariana (livello gruppo) sui Caproni Ca.309 dell'Aeronautica della Libia - Ovest e della 99ª Squadriglia Autonoma Aviazione Sahariana sui Ca.309 per lo Scacchiere Sahariano nell'Aviazione Ausiliaria per l'Esercito. 
Nel luglio 1942 era presente la 26ª Squadriglia.
Prima della prima guerra civile in Libia, i Tu-22, MiG-25, G.222 e AN-26 erano basati a Jufra, parcheggiati su pavimentazione aperta, con pannelli schermati di sabbia ed in rifugi per aerei. Considerando il posizionamento di molti dei velivoli visibili nelle immagini satellitari e quello che è noto dalle registrazioni di manutenzione della Al-Quwwat al-Jawwiyya al-Libiyya, l'inventario operativo degli aerei da combattimento basati a Jufra nel 2011 può essere considerato piuttosto basso. Si ritiene che il G.222 non abbia volato per più di un decennio.
Nell'ambito dell'intervento militare in Libia del 2011 la base aerea è stata bombardata il 24 marzo 2011 da un aereo francese, in conformità con l'applicazione sostenuta dalle Nazioni Unite della No-Fly Zone sulla Libia. Oltre due mesi e mezzo dopo, il 13 giugno, l'area fu nuovamente colpita dalle forze della NATO.